# Viktor & Rolf
Viktor & Rolf és una marca de moda neerlandesa fundada pels estilistes Viktor Horsting (1969, Geldrop) i Rolf Snoeren (1969, Dongen), amb seu a Amsterdam. Es caracteritza per les seves desfilades teatrals i col·leccions de moda extravagants.

## Història
Els dissenyadors es van conèixer a l'Acadèmia d'Art d'Arnhem i van iniciar una llarga història d'amistat i col·laboració. Després d'acabar els estudis, van marxar junts a París el 1992 per realitzar la seva primera col·lecció, basada sobre la seva frustració com a dissenyadors principiants. Van guanyar tres premis al concurs de moda més important del món, el Saló Europeu de Joves Estilistes, a Hyères (França).
S'uneixen a le Cri Néerlandais (conjunt de joves dissenyadors) i inauguren el seu primer estudi a Amsterdam.
El 1998 fan la seva primera col·lecció d'Alta costura durant la Fashion Weekde París. Dos anys després comencen amb el prêt-à-porter, primer de dona, i el 2003 d'home.
El 2004 l'Oreal els contracta per llençar el seu primer perfum femení, Flower Bomb. Un any més tard obre la botiga de Viktor & Rolf a Milà a la Golden Quadrilateral una botiga molt especial ja que el seu interior és cap per baix completament, inclosos els mobles i les ornamentacions arquitectòniques.
Un any més tard fan el perfum d'home “Antidote” i fan la col·laboració amb H&M la qual fa que les seves peces de roba arribin  a un públic més ampli i de manera més assequible.
El 2008 fan la seva primera col·lecció càpsula per a Samsonite Black Lavel. Aquell mateix any Renzo Rosso compra part de l'empresa de Viktor&Rolf.
Un any després treuen la seva segona fragància per a dona, aquest cop com a “Eau Mega”. També obren la seva segona botiga a París, el seu interior (inclosos els objectes, parets i mobles) estan completament coberts de feltre gris, fen d'aquesta manera una botiga original.

## Estil
Els seus dissenys solen ser experimentals, utilitzen molt l'esmoquing  y americana per les seves desfilades d'home, les seves peces moltes vegades són transformables i/o desmuntables, treballen de una manera escultòrica i solen utilitzar repeticions d'algunes parts de la peça (exemple: camisa amb tres colls superposats). Estan creant tendències innovadores contínuament i la seva influència al món de la moda es notable. Les seves desfilades són, moltes vegades, espectacles o performances.
El llaç rosa es el seu símbol mes destacat.

## Col·leccions
- Russian Doll: En aquesta desfilada les models sortien amb vestits desmuntables que ells mateixos al centre de la passarel·lamodificaven, van inspirarse en les famoses matrioixques russes.

- Black: Per aquesta col·lecció de la tardor del 2001 V&R es van inspirar en els forats negres.

- Long live the inmaterial: Aquesta seria la col·lecció prêt-à-porter de l'Hivern del 2002

- Bells: Els vestits d'aquesta col·lecció estaven coberts totalment per milers de picarols.

- White: Aquesta col·lecció del 2008 li deu el seu nom al color predominant (i quasi únic) d'aquesta desfilada.

- Blue Screen: En aquesta ocasió els dissenyadors van crear peces en negre i blau croma que eren projectades amb imatges.

- Red Shoes : Viktor & Rolf van fer homenatge en aquesta desfilada a la protagonista del “Mago de Oz”.

- The Hunt : fall 2004 ready to wear. Les models portaven cornamentes de cérvols al cap.

- Flower Bomb : En aquesta ocasió les models de la primavera del 2003 van sortir ballant amb estampats plens de color inspirats en els anys 60 i amb moltes flors.

- Bed: Al prêt-à-porter de la tardor del 2005 les models van sortir amb coixins sota la idea “¿per què no treballar al llit?” ja que es el lloc on venen les millors idees.

- Ball Room: Aquesta desfilada del 2007 va ser representat per ballarines professionals i models que van representar per parelles una coreografia de ball de saló.

- Pierrot: Aquesta desfilada els dissenyadors es van inspirar en els pallassos.

- No: Aquesta desfilada va ser una crítica a la moda i els canvis constants en tendències.

- The cutting edge: els vestits de la primavera del 2010 es presentaven amb capes i capes de tul foradades.

## Col·laboracions
- Viktor&Rolf per a Bugaboo - My First Car Stroller (2012)
- Viktor&Rolf per a KLM (2011)
- Viktor&Rolf per a De Bijenkorf - Col·lecció de Nadal (2009)
- Viktor&Rolf per a Swarovski - Línia de joieria (2009)
- Viktor&Rolf per a Samsonite - Col·lecció d'articles de viatge (febrer de 2009)
- Viktor&Rolf per a Shu Uemura - Pestanyes de costura (juliol de 2008)
- Viktor&Rolf per a Piper-Heidsieck - Edició limitada (gener de 2007)
- Viktor&Rolf <3 H&M - Col·lecció especial (novembre de 2006)

## Exposicions

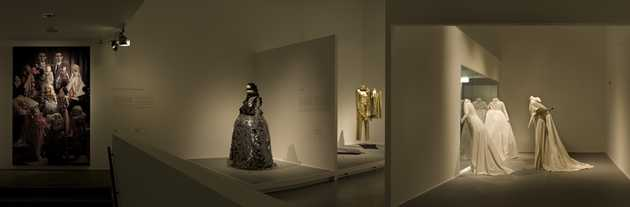
Impressió de l'exposició 'The House of Viktor & Rolf', Museu Central d'Utrecht, 2008

Les creacions de Viktor & Rolf han estat sovint exposades a múltiples museus i galeries, com el Museu d'Art Contemporani de Tòquio, la Visionaire Gallery de Nova York, el Museu de Van Gogh d'Amsterdam i el Museu de la moda i del tèxtil de París. El quinzè aniversari de la marca va ser celebrat amb una exposició al Barbican Art Centre de Londres, que després es va traslladar al Museu Central d'Utrecht.

### Exposicions particulars
- The House of Viktor&Rolf, Museu Central, Utrecht, Països Baixos (novembre de 2008)[4]
- The House of Viktor&Rolf, Barbican Art Gallery, Londres, Regne Unit (juny de 2008)
- Fashion in Colors: VIKTOR & ROLF & KCI, The Kyoto Costume Institute and Mori Art Museum, Tòquio, Japó (abril de 2004)
- Viktor&Rolf par Viktor&Rolf, Premiere Décennie, Museu de la moda i del tèxtil, París, França (octubre de 2003)
- Viktor&Rolf, Visionaire Gallery, Nova York, Estats Units d'Amèrica (maig de 1999)
- Viktor&Rolf: 21st Century Boys, Aeroplastics Contemporary, Brussel·les, Bèlgica (abril de 1999)
- Launch (Fake perfume, miniatures), Torch Gallery, Amsterdam, Països Baixos (octubre de 1996)
- Viktor&Rolf: Le Regard Noir, Stedelijk Museum Bureau Amsterdam, Països Baixos (abril de 1997)
- Collections, Galeria Analix, Genibra, Suïssa (desembre de 1995)
- L'Apparence du Vide, Galeria Patricia Dorfman, París, França (octubre de 1995)
- France Le Cri Néerlandais, Institut Néerlandais, París, França (març de 1994)
- l'Hiver de l'Amour, Musée d'Art Moderne de la Ville de Paris, París, França (febrer de 1994)

### Produccions de teatre
- "Grace for Grace", Òpera produïda per Robert Wilson, Costume Design, Monte Carlo, Mònaco (setembre de 2011)
- Der Freischutz, Òpera produïda per Robert Wilson, Costume Design, Baden-Baden, Alemanya (maig 2009)
- 2 Lips and Dancers and Space, Producció per Robert Wilson i Nederlands Dans Theater, Costume Design, Països Baixos (novembre de 2004)

## Premis
- ELLE China Style Awards, International Fashion Designer of the Year Award, Xangai, Xina (octubre de 2012)
- amfAR, Aids Research, Piaget Award of inspiration, París, França (2011)
- Wallpaper Design Awards 2010, Best in Shows (2010)
- MODINT, Grand Seigneur award, Amsterdam, Països Baixos (juliol de 2009)
- UK Elle Style Awards, H&M Style Visionary Award, Londres, Regne Unit (febrer de 2009)
- Marie Claire/Fragrance Foundation Grand Prix du Parfum, Meilleur Parfum Masculin (Best Masculine Perfume) for Antidote (octubre de 2007)
- Scottish Fashion Awards, International Designer of the Year (maig de 2006)
- Telva Magazine, International Designers of the Year, Madrid, Espanya (octubre de 2005)
- La Kore, Oscar della Moda, Taormina, Itàlia (juny de 2005)
- Dutch ELLE Style Awards, International Designers of the Year, Amsterdam, Països Baixos (setembre de 2004)
- Stelle della Moda, Avant-garde Designers, San Remo, Itàlia (setembre de 2004)
- ELLE Sweden Style Awards, International Designers of the Year, Estocolm, Suècia (gener de 2004)
- Prix de la Presse, Prix du Jury, Grand Prix de la Ville de Hyères, Salon Europeen des Jeunes Stylistes, Hyères, França (abril de 1993)

## Publicacions
- Fairy Tales (2011)
- Sprookjes (2009)
- The House of Viktor&Rolf(German Translation), Collection Rolf Heyne, Alemanya (2009)
- The House of Viktor&Rolf, Merrel Publishers Ltd, Londres, Regne Unit (2008)
- COLORS: Viktor&Rolf & KCI, The Kyoto Costume Institute, Japó (2004)
- E-Magazine, Artimo Foundation, Països Baixos (2003)
- Viktor&Rolf, Haute Couture Book, Museu de Groningen, Països Baixos (2000)
- Viktor&Rolf 1993-1999, Artimo Foundation, Països Baixos (1999)